# Villanueva del Pardillo
Villanueva del Pardillo är en kommun i Spanien. Den ligger i den autonoma regionen Madrid, i den centrala delen av landet, 24 km väster om huvudstaden Madrid. Antalet invånare är 18 086 (2024).